# Eschenburgpark

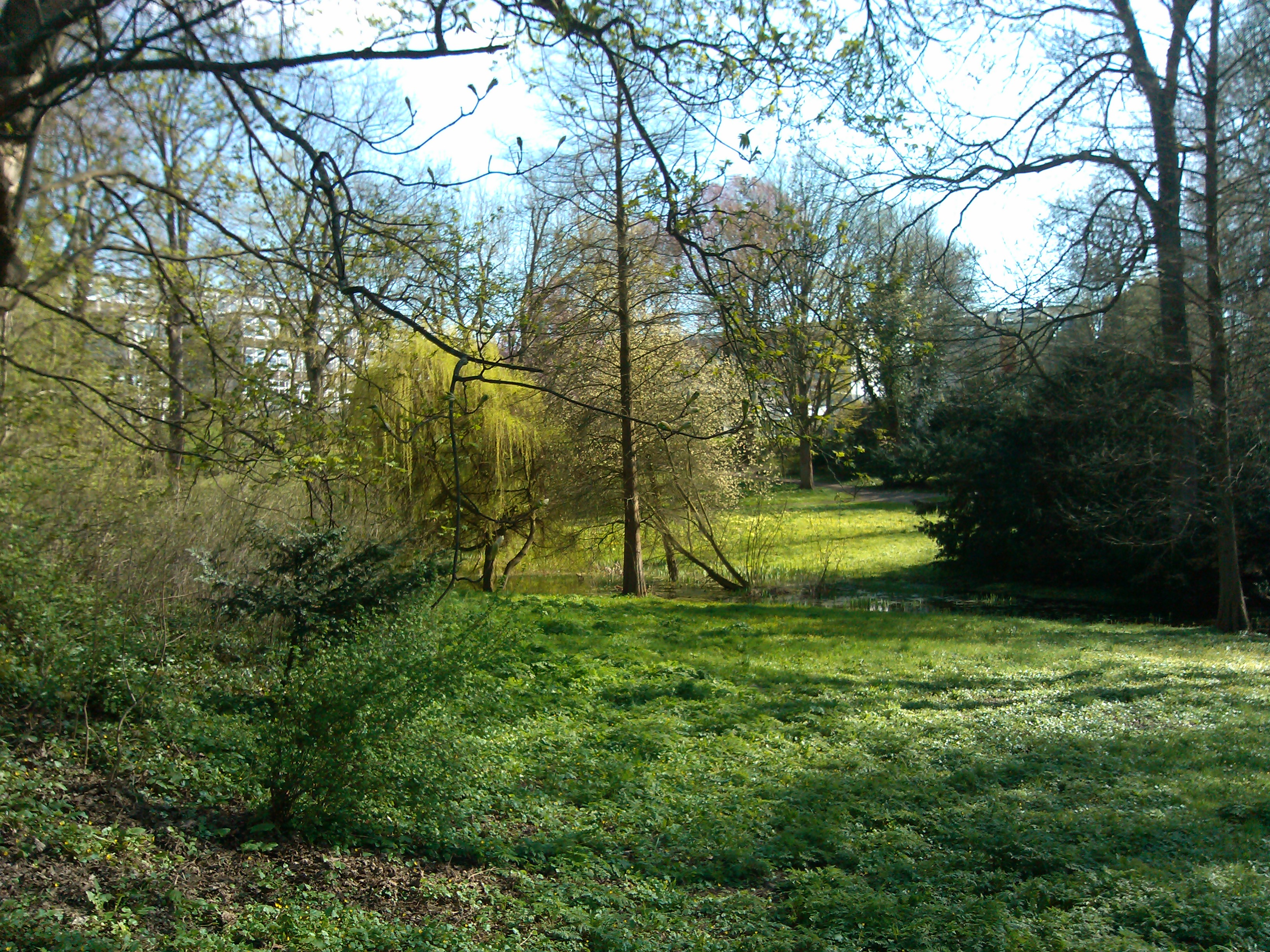
Im Eschenburgpark

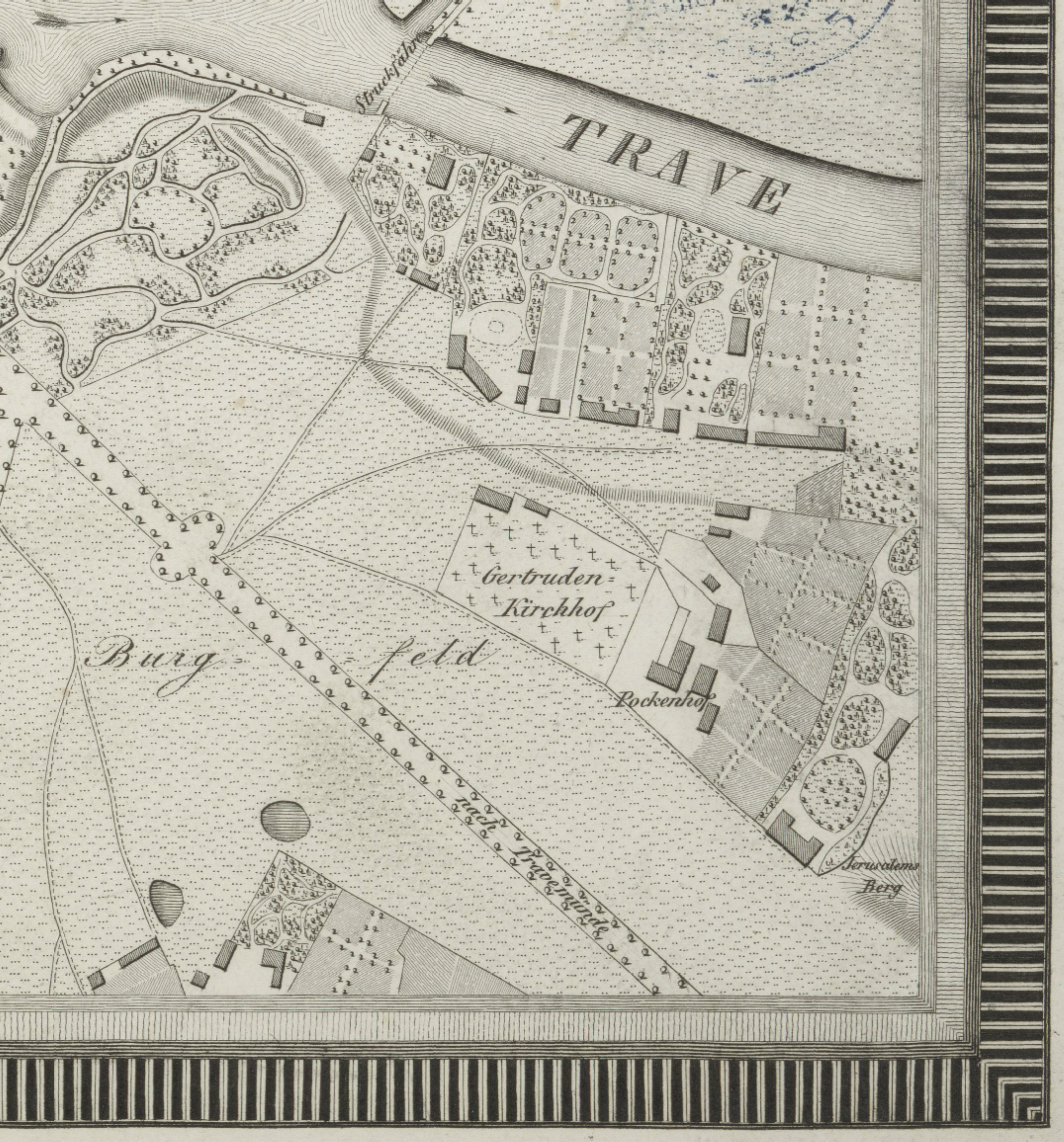
Situation 1824

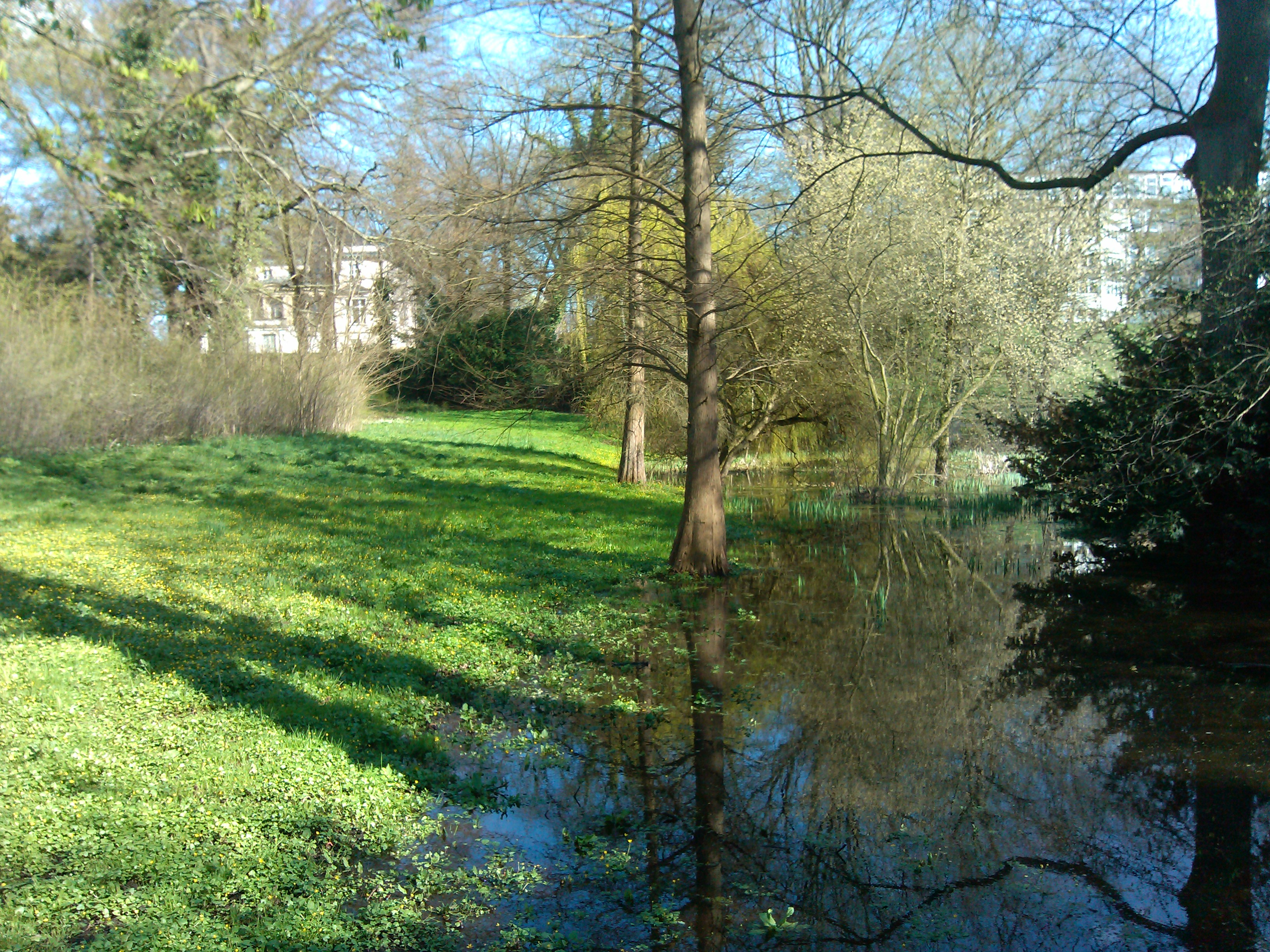
Im Eschenburgpark. Links im Hintergrund die Eschenburg-Villa

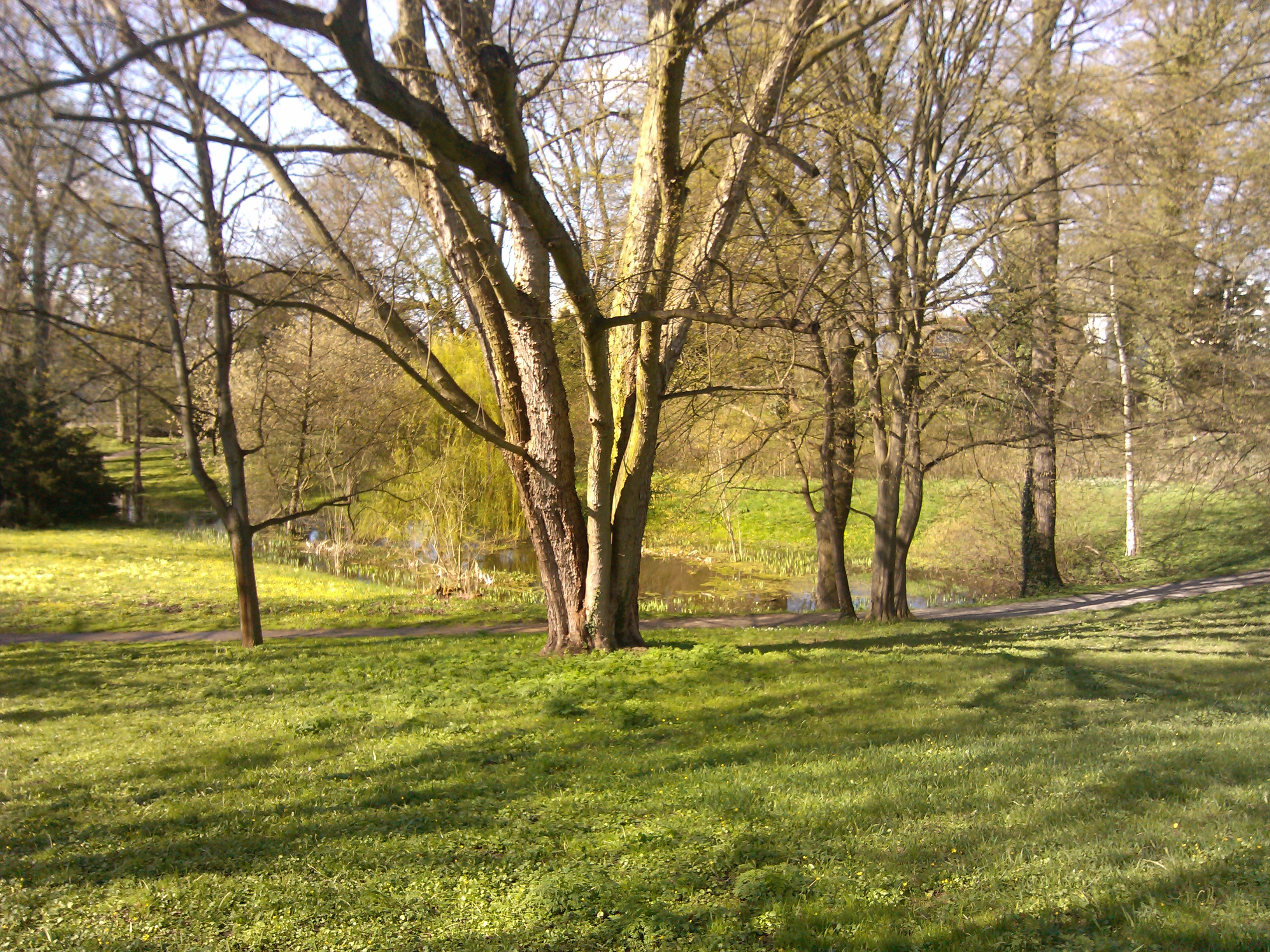
Im Eschenburgpark

Der Eschenburgpark ist eine als Gründenkmal geschützte Parkanlage in Lübeck.

## Lage
Der Eschenburgpark befindet sich im Stadtteil St. Gertrud unweit der Travemünder Allee. Er wird im Osten vom Jerusalemsberg begrenzt, im Norden von der Konstinstraße und im Westen von der Gertrudenstraße. Nach Süden grenzt der Park an das Grundstück der Dorothea-Schlözer-Schule.

## Geschichte
Die Wiesen vor dem Burgtor, die einen sanft zur Trave hin abfallenden Hang bildeten, waren schon seit dem 17. Jahrhundert wegen ihrer malerischen Lage beliebte Standorte für die Sommerhäuser und zugehörigen Gärten vermögender Lübecker Bürger.
Den Kern des späteren Eschenburgparks bildete der Kuhlmannsche Garten, ein langes, schmales Grundstück mit einer um 1804 durch den Architekten Christian Frederik Hansen für die Cousine der Hamburger Brüder Baur errichteten Villa Kuhlmann (dem heutigen Brahms-Institut) an der östlichen Schmalseite. Die Entstehungszeit des Gartens lässt sich nur grob eingrenzen; eine Karte von 1806 zeigt noch drei  kleinere, voneinander klar abgegrenzte Grundstücke. Die früheste eindeutig datierbare Darstellung des Gartens ist ein Plan des Gebiets vor dem Burgtor, den Carl Haase 1823 anfertigte. Er zeigt den Kuhlmannschen Garten als dicht bestanden mit von Wegen durchzogenen Gehölzen, die bis dicht an das Haus reichen; nur im östlichen Teil gibt es ringförmige Pflanzungen von Einzelbäumen. Vermutlich waren in Anlehnung an die zeitgenössischen englischen Landschaftsgärten Bäume, Sträucher und Knicks der vorherigen Einzelgrundstücke beibehalten worden, um einen gefälligen natürlichen Effekt zu erzielen.
Der namensgebende Eigentümer war seit etwa 1795 der Kaufmann und Konsul Johann Kuhlmann (1753–1804), dessen Tochter den Ratsherrn und späteren Bürgermeister Bernhard Heinrich Frister geheiratet und so den Garten 1822 in dessen Eigentum gebracht hatte. Seine Nachkommen veräußerten Gelände und Villa 1876 an den Unternehmer Henry Koch, der den Garten nach Norden hin erweiterte. Aus dieser Zeit stammen auch die meisten der heute noch vorhandenen Großbäume.
1885 ging der Garten in den Besitz Johann Hermann Eschenburgs über, der ihn bereits im folgenden Jahr durch Zukauf erheblich nach Süden hin vergrößerte. Im südwestlichen Bereich wurde ein Teich angelegt und 1891 das gesamte Grundstück mit einem repräsentativen schmiedeeisernen Zaun umgeben. Über die konkrete Gestaltung des Gartens in jener Zeit liegen nur wenige Angaben vor, so dass sich die Anordnung und Bepflanzung von Blumenbeeten oder die Beschaffenheit der Gehölze kaum etwas sagen lässt. Allerdings lässt sich eine Bevorzugung von Eiben erkennen, und auch exotische Ginkgobäume wurden nun gepflanzt. Nach der Gertrudenstraße hin gab es als Nutzgarten dienende Flächen zum Obst- und Gemüseanbau sowie ein Treibhaus.
1939 wechselten Haus und Grundstück nach dem Tod von Eschenburgs Witwe an das Deutsche Reich als neuen Eigentümer. Die Villa diente während des Zweiten Weltkriegs als Residenz des Lübecker Polizeipräsidenten Walther Schröder, der Garten wurde vernachlässigt und verwilderte. In den Nachkriegsjahren pachteten Anwohner Teile der Fläche zum Gemüseanbau und zur Tierhaltung, während in der Villa Eschenburg seit Oktober 1950 die Schleswig-Holsteinische Musikakademie und Norddeutsche Orgelschule ansässig war.
1955 beschloss die Stadt auf Initiative des Stadtgartendirektors Ernst Hagemann in Abstimmung mit der Musikakademie, den Garten der Öffentlichkeit zugänglich zu machen. Grundlage für dieses Abkommen wurde ein Pflegevertrag, der die Rechte und Pflichten der Stadt und der Akademie bei Gestaltung, Pflege und Nutzung der Anlage regelt und der bis heute in Kraft ist. 1957 wurde der Garten unter der Bezeichnung Neuer Volksgarten der Öffentlichkeit übergeben; organisatorisch gehörte er zum Schulgarten und wurde auch dementsprechend gestaltet: Der Park war als dendrologischer Lehrgarten angelegt und wurde besonders mit den damals in Europa noch seltenen Rhododendren bepflanzt, darunter einige wertvolle Arten. Wegen der zum Teil kostbaren Pflanzen wurde der Park für viele Jahre jeden Tag bei Einbruch der Dunkelheit verschlossen.
Bei der Umgestaltung zum Schullehrgarten wurden erhebliche Änderungen an der Gesamtanlage vorgenommen, durch die der ursprüngliche Charakter eines Privatgartens verlorenging, obwohl dessen Erhaltung ausdrücklich Teil des Pflegevertrags war. Ein weiterer größerer Eingriff ergab sich 1970, als auf dem an der Südseite angrenzenden Gelände des ehemaligen Pockenhofs die berufsbildende Dorothea-Schlözer-Schule errichtet und dafür ein Teil des Eschenburgparks abgetreten wurde.
1986 erhielt das Gartenbauamt auf Beschluss der Bürgerschaft die Weisung, aus ökologischen Erwägungen den Eschenburgpark fortan nicht mehr aktiv zu pflegen und zu gestalten und stattdessen unter anderem die in den 1950er Jahren aufgebrachten Asphaltdecken der Wege zu beseitigen, einen Teil der Wege zu beseitigen und Renaturierungsmaßnahmen durchzuführen. Dadurch gingen Teile der wertvollen Gehölzpflanzungen verloren und die Raumwirkung der Parkanlage ist durch zunehmenden Wildwuchs mittlerweile nicht mehr erfassbar. Bei der Aufhebung als überflüssig eingestufter Wege fielen auch solche weg, die auf die Ursprungsanlage des frühen 19. Jahrhunderts zurückgingen, während beibehaltene Wegführungen aus den 1950er Jahren mittlerweile keinen Sinn mehr ergeben, da sie auf nicht mehr vorhandene Schaupflanzungen ausgerichtet waren. Der nicht mehr gepflegte Teich verlandet zunehmend.
Der Park steht als Gründenkmal unter Denkmalschutz.